# Charlotte Schmidt
Charlotte Schmidt z domu Böhmer (ur. 14 marca 1933 w Niederschelden,  obecnie część Siegen) – niemiecka lekkoatletka, sprinterka, wicemistrzyni Europy z 1954. W czasie swojej kariery reprezentowała Republikę Federalną Niemiec.
Zdobyła srebrny medal w sztafecie 4 × 100 metrów na mistrzostwach Europy w 1954 w Bernie. Sztafeta RFN biegła w składzie: Irmgard Egert, Böhmer, Irene Brütting i Maria Sander. Böhmer zajęła również 6. miejsce w biegu na 200 metrów, a w biegu na 100 metrów odpadła w półfinale.
Była mistrzynią RFN w sztafecie 4 × 100 metrów w 1954, 1956 i 1959. W biegu na 200 metrów była mistrzynią RFN w 1954 i 1955 oraz wicemistrzynią w 1956, w biegu na 100 metrów brązową medalistką w latach 1954–1956, a w biegu na 400 metrów brązową medalistką w 1960. W hali była halową mistrzynią RFN w 1956 i wicemistrzynią w 1957 w biegu na 60 metrów oraz mistrzynią w sztafecie 4 × 1 okrążenie w 1957 i 1959.
Wyszła za mąż za Paula Schmidta, lekkoatletę, dwukrotnego medalistę mistrzostw Europy.